# 英語で読む村上春樹
『英語で読む村上春樹』（えいごでよむ むらかみはるき）は、NHKラジオ第2で2013年4月7日から2017年4月2日までの4年間放送された、ラジオの朗読番組である。

## 番組概要
英語に訳された村上春樹の作品を朗読するとともに、改めて、村上作品の魅力を再発見していく講座番組である。
また月末の放送では、村上春樹の作風について、作家仲間や村上にゆかりのある著名人をゲストに迎えての対談も行われる。
| 放送期間                      | 放送時間                                                        | 作品                                                                                      | 講師                          | 朗読 |
| ----------------------------- | --------------------------------------------------------------- | ----------------------------------------------------------------------------------------- | ----------------------------- | --- |
| 2013年4月7日 - 2013年9月29日  | 22時50分 - 23時20分（日曜日） 12時10分 - 12時40分（翌週土曜日） | 象の消滅                                                                                  | 沼野充義 マシュー・チョジック | Eric Loren（英文） 糸井羊司（原文） |
| 2013年10月6日 - 2014年3月30日 | 22時50分 - 23時20分（日曜日） 12時10分 - 12時40分（翌週土曜日） | かえるくん、東京を救う                                                                    | 沼野充義 マシュー・チョジック | Eric Loren（英文） 糸井羊司（原文） |
| 2014年4月6日 - 2014年9月28日  | 23時00分 - 23時30分（日曜日） 12時10分 - 12時40分（翌週土曜日） | 踊る小人                                                                                  | 新元良一 光岡ディオン         | Colin Stinton（英文） 有田雅明（原文） 瀧川剛史（トニー滝谷・原文）                                                                           |
| 2014年10月5日 - 2015年3月22日 | 23時00分 - 23時30分（日曜日） 12時10分 - 12時40分（翌週土曜日） | トニー滝谷                                                                                | 新元良一 光岡ディオン         | Colin Stinton（英文） 有田雅明（原文） 瀧川剛史（トニー滝谷・原文）                                                                           |
| 2015年4月5日 - 2015年9月20日  | 23時00分 - 23時30分（日曜日） 12時10分 - 12時40分（翌週土曜日） | TVピープル                                                                                | 小澤英実 マシュー・チョジック | Aaron Gold（英文） 秋鹿真人（原文） |
| 2015年10月4日 - 2016年3月20日 | 23時00分 - 23時30分（日曜日） 12時10分 - 12時40分（翌週土曜日） | 眠り                                                                                      | 小澤英実 マシュー・チョジック | Rachel Pearl（英文） 中川緑（原文） |
| 2016年4月10日 - 2016年9月25日 | 23時00分 - 23時30分（日曜日） 12時10分 - 12時40分（翌週土曜日） | 四月のある晴れた朝に100パーセントの女の子に出会うことについて カンガルー日和 パン屋再襲撃 | 辛島デイヴィッド 秀島史香     | 古谷敏郎（原文） 高山哲哉（カンガルー日和・原文） 近田雄一（パン屋再襲撃・原文） 中川緑（緑色の獣・原文） 小田切千（バースデイ・ガール 原文） |
| 2016年10月2日 - 2017年4月2日  | 23時00分 - 23時30分（日曜日） 12時10分 - 12時40分（翌週土曜日） | パン屋再襲撃 緑色の獣 バースデイ・ガール                                                  | 辛島デイヴィッド 秀島史香     | 古谷敏郎（原文） 高山哲哉（カンガルー日和・原文） 近田雄一（パン屋再襲撃・原文） 中川緑（緑色の獣・原文） 小田切千（バースデイ・ガール 原文） |

## 備考
- 英訳版のタイトルはそれぞれ、"The Elephant Vanishes"（象の消滅）、"Super-Frog Saves Tokyo"（かえるくん、東京を救う）、"The Dancing Dwarf"（踊る小人）、"Tony Takitani"（トニー滝谷）、"TV People"（TVピープル）、"Sleep"（眠り）。
- 「TVピープル」の訳者はアルフレッド・バーンバウム。それ以外の5作品の翻訳はすべてジェイ・ルービンによるものである。
- 「かえるくん、東京を救う」は柴田元幸が東京大学で行った翻訳演習（2004年10月〜2005年1月）の教材に用いられた。このときの授業内容はほぼそのまま、柴田の著書『翻訳教室』（新書館、2006年2月）に収録された。
- 本番組を元に、2014年7月『村上春樹「かえるくん、東京を救う」英訳完全読解』が、続いて2015年2月『村上春樹「象の消滅」英訳完全読解』がNHK出版より出版された。
- 2014年度の講師をつとめた新元良一は、『One Author, One Book. 同時代文学の語り部たち』（本の雑誌社、2001年7月）と『翻訳文学ブックカフェ』（同社、2004年9月）の2冊の著作において村上春樹にインタビューをおこなっている。
- 2015年6月28日と11月29日の放送の回に、『村上春樹にご用心』を著した内田樹がゲスト出演した（内田の自宅で録音された談話が放送された）。